# 普塔卡山 (潘帕羅馬斯區)
9°04′39″S 77°56′20″W / 9.07750°S 77.93889°W
普塔卡山（Putaqa），是秘魯的山峰，位於該國北部安卡什大區，由瓦伊拉斯省的潘帕羅馬斯區負責管轄，屬於內格拉山脈的一部分，海拔高度4,200米。